# Bonifacio Gil García
Bonifacio Gil García (1898-1964) fue un músico, musicólogo y folclorista español.

## Biografía
Nacido el 14 de mayo de 1898 en Santo Domingo de la Calzada (provincia de Logroño), entró en el ejército, ingresando por oposición a Músico Mayor del Ejército. Fue parte integrante del grupo de folclore del Instituto Diego de Velázquez, y, encargado por el Instituto de Musicología del Consejo Superior de Investigaciones Científicas, compiló material para los cancioneros de Ávila, Toledo, Cádiz, Granada, Ciudad Real y La Rioja.
En 1924 ganó con el número uno las oposiciones a Director de Música Militar y fue destinado al Regimiento de Infantería "Castilla 16" de Badajoz. En esta ciudad establece un estrecho contacto con la Diputación Provincial; en 1927 funda en el seno de la Diputación el germen de lo que mucho más tarde se convertiría en el Conservatorio Superior de  Música de Badajoz. Publica varias veces en Revista de Estudios Extremeños entre 1935 y 1937.
En el mismo Centro de Estudios Extremeños publica el Cancionero Popular de Extremadura en dos volúmenes: el primero en 1931, con 350 piezas musicales, y el segundo en 1954 con 400 piezas.
El 15 de marzo de 1943 fue nombrado académico correspondiente de la Real Academia de Bellas Artes de San Fernando.
En 1953 es nombrado académico correspondiente de la Real Academia de Bellas Artes y Ciencias Históricas de Toledo.
Falleció en Madrid, el 23 de diciembre de 1964.

## Premios y reconocimientos
- Premio Nacional de Música (1932)[2]
- Hijo Adoptivo de Badajoz (1945)[5]
- Premio Extraordinario del Instituto de Musicología de Barcelona (C.S.I.C), por una selección de "Cantos Populares de Extremadura" (1945).
- Primer Premio del Instituto de Musicología de Barcelona (C.S.I.C.) por su trabajo "Canciones Populares de Extremadura, Romances y Canciones Narrativas" (1946)
- Premio del Instituto de Musicología de Barcelona (C.S.I.C.) por el trabajo "Hernán Cortés" (1948).
- Medalla de Oro de la Asociación de Cultura Literaria y Científica de Genova (Italia) (1949).
- Premio Extraordinario del Instituto de Musicología de Barcelona (C.S.I.C.) por su trabajo "Canciones y Danzas Populares de Toledo y Extremadura" (1950).
- Primer Premio del Instituto de Musicología de Barcelona (C.S.I.C.) por su colección "Folklore en varias provincias, en particular, de la de Toledo" (1958).
- Hijo Predilecto de Santo Domingo de la Calzada (1971)[7]
- El conservatorio superior de música de Badajoz lleva su nombre.

## Condecoraciones
- 1926: Condecorado con la Medalla del Homenaje
- 1927: Condecorado con dos medallas por su participación en la Campaña de Marruecos
- 1932: Condecorado con la "Cruz de la Orden del Santo Cristo de Portugal" por el presidente Carmona.
- 1941: Condecorado con la Cruz de la Real y Militar Orden de San Hermenegildo